# جو فلچر (بازیکن فوتبال)
جو فلچر (انگلیسی: Joe Fletcher؛ زادهٔ ۲۵ سپتامبر ۱۹۴۶) بازیکن فوتبال اهل بریتانیا است.
از باشگاه‌هایی که در آن بازی کرده‌است می‌توان به باشگاه فوتبال ویگان اتلتیک، باشگاه فوتبال بارو، و باشگاه فوتبال چورلی اشاره کرد.